# Şıxlı (Ağdaş)
Şıxlı è un comune dell'Azerbaigian situato nel distretto di Ağdaş. Conta una popolazione di 669 abitanti.